# Ninian (Fluss)
Der Ninian ist ein Fluss in Frankreich, der in der Region Bretagne verläuft. Er entspringt im Gemeindegebiet von Laurenan, entwässert generell in südlicher Richtung und mündet nach rund 60 Kilometern nordwestlich von Montertelot als linker Nebenfluss in den Oust, der hier einen Teil des Canal de Nantes à Brest bildet.
Auf seinem Weg durchquert der Ninian die Départements Côtes-d’Armor und Côtes-d’Armor.

## Orte am Fluss
(Reihenfolge in Fließrichtung)
- Laurenan
- Coëtlogon
- La Trinité-Porhoët
- Mohon
- La Grée-Saint-Laurent
- Helléan
- Taupont